# Euphorbia elodes
Euphorbia elodes är en törelväxtart som beskrevs av Pierre Edmond Boissier. Euphorbia elodes ingår i släktet törlar, och familjen törelväxter. Inga underarter finns listade i Catalogue of Life.